# ピアノ五重奏曲 (シベリウス)

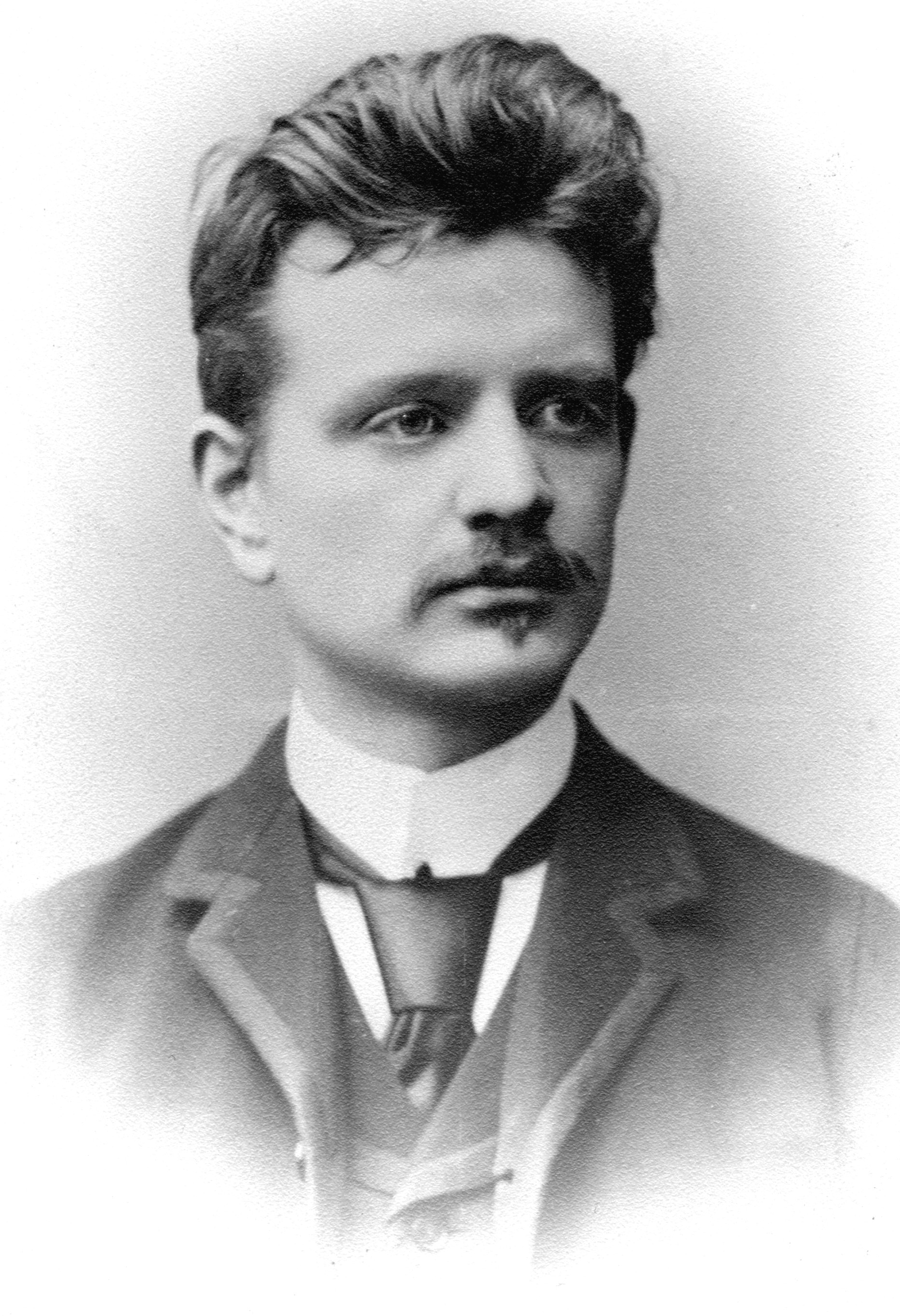
ジャン・シベリウス、1889年頃

ピアノ五重奏曲 ト短調 JS159 は、ジャン・シベリウスが1890年に作曲したピアノ五重奏曲。

## 概要
シベリウスはベルリン留学中の1890年に本作を作曲した。曲は彼がフェルッチョ・ブゾーニのピアノでライプツィヒにおいて耳にしていたシンディングのピアノ五重奏曲に影響を受けていると指摘される。シベリウスは第4楽章に元々用意していたヴィヴァーチェに代えてスケルツォを置くことに決めたが、このヴィヴァーチェも現存している。
第1楽章と第3楽章は、1890年5月5日にヘルシンキ音楽院（現シベリウス音楽院）で初演された。演奏したのはヨハン・ハルヴォルセン（ヴァイオリン）、ブゾーニ（ピアノ）の他に、カール・ヴァセニウス（ヴァイオリン）、ヨーゼフ・シュヴァルツ（ヴィオラ）、オットー・フートシェンロイター（チェロ）であった。半年後の10月11日にトゥルクで最初の4つの楽章が演奏され、第2、第4楽章はそれが初演となった。この時にはシベリウスの親しい友人であったアドルフ・パウルがピアノを受け持ち、リヒャルト・ハーゲルが第1ヴァイオリンを担当した。初演は成功したとは言い難く、シベリウスが曲を脇へやってしまったために曲は彼の生前には出版されないままとなった。
1890年の2度のコンサートではいずれも第5楽章が演奏されなかった。そのため、シベリウスはこの終楽章の主題をヴィオラとピアノのためのロンド ニ短調（JS162、1893年）とピアノのための6つの即興曲の第1曲（作品5-1、1893年）へと転用した。第5楽章が初演を迎えたのは1965年5月24日にトゥルク・コンサートホールで全曲が演奏された時だった。
ヘルシンキ大学図書館に保管されている総譜、フィンランドとドイツの各地にあるパート譜には写譜に携わった者の手が加わっており、互いに矛盾する部分が残されている。ヴィルヘルム・ハンセンから1993年に楽譜が出版されている。

## 楽曲構成
第1楽章 Grave - Allegro 3/2拍子
演奏時間は約10分。
第2楽章 Intermezzo: Moderato 4/4拍子
演奏時間は約4分半。
第3楽章 Andante 2/4拍子
演奏次男は約9分。
第4楽章 Scherzo: Vivacissimo 3/4拍子
演奏時間は約3分半。
第5楽章 Moderato 4/4拍子 - Vivace 6/8拍子
演奏時間は約9分半。

## 録音
1985年にエーリク・トーマス・タヴァッシェルナとシベリウス・アカデミー四重奏団がフィンランディア・レーベルに本作の初のスタジオ録音を行っている。